# Вад, Абдулай
Абдулай Вад (фр. Abdoulaye Wade; род. 29 мая 1926, Кебемер, Сенегал) — сенегальский государственный и политический деятель, президент Сенегала (2000—2012).

## Биография
По вероисповеданию принадлежит к мюридизму. Был деканом факультета экономики и права Университета Дакара.
В 1974 году в согласии с президентом тогда однопартийного Сенегала Леопольдом Седаром Сенгором основал оппозиционную дружественную правительству партию СДП. В 1976 году в Сенегале был принят закон о разрешении деятельности всего трёх политических партий, каждая из которых должна была исповедовать одну из основных идеологий (сам Сенгор возглавлял Социалистическую партию), и СДП приняла идеологию либерализма.
Вад участвовал в президентских выборах в 1978 году против Сенгора и 1983, 1988 и 1993 годах против его преемника Абду Диуфа, но занимал второе место. Неоднократно как сотрудничал с правительством, занимая министерские посты (министр без портфеля в апреле 1991 — октябре 1992, государственный министр в марте 1995 — марте 1998), так и арестовывался за антиправительственную деятельность и находился в эмиграции во Франции.
Вернувшись оттуда 27 октября 1999 года, Вад сумел сколотить широкую коалицию оппозиционных партий перед президентскими выборами 2000 года. В коалицию вошли почти все оппоненты PSS, даже партии, идеологически весьма далёкие друг от друга. Главным слоганом избирательной кампании Вада стал “Sopi” (то есть, перемены), что и было единственной связующей идеей широкого оппозиционного фронта. В первом туре президентских выборов, прошедшем 27 февраля 2000 года, Вад снова был вторым, но вышел во второй тур, где победил президента Абду Диуфа благодаря поддержке остальных кандидатов, получив 58,47 %.
После победы на президентских выборах Вад отправился в религиозный центр мюридизма город Тубу, где преклонил колени перед религиозным лидером для получения благословения. Мюриды при Ваде получили ряд серьёзных привилегий: жители Тубы не платили никаких налогов, а мюриды, которые занимались внешней торговлей, не платили никаких пошлин.
После прихода к власти взял курс на экономическую либерализацию, обозначив приоритетными направлениями приватизацию и развитие бизнеса.
Пытался разрешить конфликт в провинции Казаманс. В декабре 2000 года провёл переговоры об обмене пленными, возвращении беженцев и экономических программах в регионе с сепаратистами. В 2001 году было заключено мирное соглашение с основной повстанческой группировкой MFDC. Однако соглашение фактически не работало, так как было подписано не всеми группировками и без участия соседних стран.
В апреле 2001 года СДП получила большинство и в парламенте. В том же году была принята новая конституция, вводившая пятилетний президентский срок, причём сам Вад оставался на посту в течение семи лет.
Правление Вада характеризовалось быстрой сменой премьер-министров и правительств. В ночь с 26 на 27 сентября 2002 года у берегов Сенегала затонул паром, принадлежащий государственной компании, и погибло около 1800 человек — одна из крупнейших трагедий на море в истории человечества. Трагедия была вызвана перегрузкой судна, однако наказания фактически никто не понёс.
В годы правления Вада большое внимание уделялось образованию. Количество школ, дающих полное среднее образование, увеличилось с 220 в 2000 году до 749 в 2012-м, а гимназий – с 48 до 134. Уровень грамотности за годы президентства Вада вырос в 4 раза. Удвоилось количество больниц, снизилась младенческая смертность. За 1994-2005 годы доля сенегальцев, живущих за чертой бедности, снизилась более, чем на 15% (но все равно составляла 51%).
11 марта 2007 года состоялись новые президентские выборы, на которых Абдулай Вад победил в первом туре, получив 55,9 %. Попытки оппозиционных кандидатов оспорить результаты в Конституционном суде не увенчались успехом.
Авторитарные тенденции проявились уже в первые годы правления. Сын президента Карим вошёл в правительство в 2009 году как глава нескольких министерств, таким образом, контролируя все основные крупные проекты страны в сфере энергетики и инфраструктуры.
В 2012 году, в возрасте 85 лет, пытался баллотироваться на 3-й срок, но встретил сопротивление со стороны всех оппозиционных сил. Проиграл во втором туре бывшему премьер-министру Маки Салю.
Абдулай Вад поддерживает создание Соединённых Штатов Африки.

## Личная жизнь и семья

### Увлечения
Президент имеет особое пристрастие к монументальным скульптурам, строительство которых ведётся в столице. Одно из таких сооружений — «Монумент африканского возрождения», который построен северокорейскими инженерами и строителями в Дакаре. Монумент, открытие которого состоялось в 2010 году, возвышается над двумя холмами и на три метра превышает высоту Статуи Свободы в Нью-Йорке.

### Семья
Абдулай Вад женат. Сына зовут Карим Вад.